# 배상도 (1939년)
배상도(裵相都, 1939년 5월 14일~2023년 2월 4일)은 대한민국의 공무원 출신 정치인이다. 제39·40대 경상북도 칠곡군수를 지냈다. 종교는 천주교이며, 세례명은 미카엘이다.

## 학력
- 대구상업고등학교(1959년)
- 한국방송통신대학교 행정학 학사
- 경북대학교 행정대학원 행정학 석사

## 경력
- 경상북도 도시계획과장
- 경상북도 총무과장
- 경상북도 감사실장
- 경상북도 인사위원
- 경북개발공사 업무이사
- 대구대학교 겸임교수
- 한나라당 칠곡군 지구당 부위원장
- 2002.07.01~2010.06.30 제39~40대 경상북도 칠곡군수(2선, 한나라당)

## 수상
- 녹조근정훈장
- 신한국창조유공 근정포장

## 역대 선거 결과
|  | 29.11% |

|  | 46.89% |

|  | 29.55% |

|  | 20.98% |

## 가족 관계
- 배우자: 박정자
  - 아들: 배성열, 배시열
    - 며느리: 김한임, 문미혜

| 전임 최재영 (권한대행)박성환 | 제39·40대 경상북도 칠곡군수(민선) 2002년 7월 1일~2010년 6월 30일 | 후임 장세호 |